# Pyrausta aburalis
Pyrausta aburalis là một loài bướm đêm trong họ Crambidae.